# Nicolau I d'Alexandria
Nicolau I d'Alexandria va ser patriarca Ortodox d'Alexandria de l'any 1210 al 1243.
Encara que hi havia hagut el Gran Cisma d'Orient que separava les esglésies Catòlica i Ortodoxa, va mantenir contactes amb el papa Innocenci III, que el va convidar a participar al Quart concili de Laterà. Nicolau va enviar un parent seu, diaca, que el va representar.
Després del setge de Damiata per la Cinquena Croada, els cristians van patir terribles persecucions i tortures per part dels àrabs com a represàlia. El patriarca Nicolau va esperar en va l'ajuda del papa de Roma Honori III a qui havia escrit explicant-li la situació. Va morir extremadament pobre.